# Euanthoides petiolata
Euanthoides petiolata là một loài ruồi trong họ Tachinidae.